# Такерей, Кешав
Кешав Ситарам Такерей, настоящие имя и фамилия — Кешав Ситарам Панвелкар (хинди केशव सीताराम ठाकरे, англ. Keshav Sitaram Thackeray; 17 сентября 1885,
Панвел, Райгад, Бомбейское президентство, Британская Индия — 20 ноября 1973, Бомбей) — индийский общественный деятель, социальный реформатор, выступавший против суеверий, кастовости, неприкасаемости, ранних браков и др., писатель
, драматург, переводчик. Политик, выступавший за создание самоуправляемой маратхской общности со столицей в Бомбее.
Отец политика Бала Такерея.

## Биография
Окончил Калькуттский университет. Отказался принять старую социальную иерархию, выступал за реформу кастовой системы.
Был одним из организаторов в 1956 году движения Самити, выступавшего за создание отдельного государства, говорящего на языке маратхи, в Западной Индии.
Основал двухнедельный журнал «Prabodhan» («Просветитель»).

## Творчество
Писал на языке маратхи. Автор ряда исторических исследований и статей, пьес, биографий и др.

## Избранные публикации

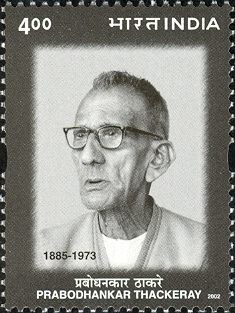
Почтовая марка Индии, посвящённая Кешаву Такерею. 2002

- Pratapsingh Chhatrapati and Rango Bapuji
- Gramanyachya Sadhyant Itihas Arthat Nokarashiche Banda
- Bhikshushahiche Band
- Kodandacha Tanatkar
- Mazhi Jeevangatha (Автобиография)
- Khara Brahman (пьеса)
- Sangeet Vidhinishedh (пьеса)
- Taklele Por (пьеса)
- Sangeet Seetashuddhi (пьеса)
- Shri Sant Gadgebaba (Биография)
- Pandit Ramabai Saraswati (Биография)